# ФК „Ботев Луковит“
ФК „Ботев“ е футболен клуб от град Луковит, Ловешко, България, състезаващ се в Трета лига (Северозападна група) за сезон 2018/2019.
Настоящият клуб е създаден през 2016 г. Играе мачовете си на Градския стадион Христо Ботев (капацитет 3000 зрители). Екип: домакин – бял с тъмно сини гащета и ръкави, гост – изцяло син.

## История
Историята на футбола в град Луковит води началото си от 30-те години на ХХ век. През годините развитието на футбола е динамично, местният футболен клуб участва в първенствата на областно и регионално ниво в различни възрастови групи. Първият клуб е създаден през 1933 г., но през 1995 г. поради липса на финансови средства клубът преустановява дейността си.
Възстановен е отново на 1 септември 1999 г. след четиригодишен период на застой, Футболен клуб „Ботев“ гр. Луковит възстановява своята дейност. Сформирани са две футболни групи – деца и юноши старша възраст, а през 2002 г. е възстановен и мъжкият отбор. От 1999 г. до 2005 г. Председател на Управителния съвет на клуба е Валери Балкански, от 2006 г. до 2012 г. Председател е Иван Грънчаров, а от 2012 г. – д-р Иван Иванов.
Детската възрастова група за сезона 2000 – 2001 г. завършват на първо място в областта. Един от най-големите си успехи децата постигат при участието си в международния турнир „Данон“, където достигат до финала в гр. София. По пътя си те отстраняван отбори като Литекс, Локо Горна и Етър.
Четири от децата – Росен Банов, Владислав Симеонов, Милен Тонев и Пламен Станев са включени в националния отбор „Данон“-2000, за финали на международния турнир на стадион „Парк де Пренс“ в Париж.
От 2002 г. юношите старша възраст играят в Б група – Зона „Враца“. Децата и мъжкият отбор се състезават в А ОФГ (областна футболна група).
През 2013 в отбора са върнати няколко местни момчета играещи в други клубове, взети са една дузина футболисти от разпадащия се Спартак Плевен и отбора е включен в Северозападната В група. Още през първия си сезон Ботев е на крачка от влизане в Б група, като до последния кръг е лидер в класирането, но губи директния двубой в Мездра и така Локомотив влиза в Б група, а Ботев остава трети в крайното класиране с три точки по-малко от първенеца. Записва престижни победи над изпадналите в немилост по това време Спартак Плевен и Етър Велико Търново. През следващия сезон мечките запазват ядрото на отбора и финишират на 6-а позиция. През 2015/16 отбора изпитва сериозни трудности в защита поради обновената селекция и през есенния полусезон гравитира в зоната на изпадащите. През пролетта се връщат няколко бивши играчи, клубът се стабилизира и започва да напомня за представянето си от последните сезони. Ботев завършва в златната среда на 10-о място, доста над чертата на изпадащите и на само 7т. от четвъртото място.
На 15 август 2016 г. на общо събрание на клуба е взето решение лицензът на клуба за участие в Трета лига да бъде продаден на ФК Литекс (Ловеч), който от своя страна е продал своят професионален лиценз за участие в Първа професионална футболна лига на ПФК ЦСКА (София). По тази причина през сезон 2016/2017 Ботев играе в А окръжна футболна група – Ловеч.
През сезон 2017/2018 Ботев е поканен за участие в горния ешелон от зоналния съвет на БФС и се включва отново в северозападната Трета лига.

## Най-големи успехи
- 3-ти в Северозападна В група 2013/2014
- 1-ви в А ОФГ Ловеч през 1987, 1988, 2004
- 1-ви на Коледен турнир по футбол за деца в Ловеч – 2007, 2008
- 1/32 за Купата – 1978
- Ботев Луковит – Литекс 3:0 – 1999
- Ботев Луковит – Спартак Плевен 1:0 – 15 септември 2013
- Ботев Луковит – Етър Велико Търново 2:0 – 23 май 2014

## Известни футболисти
- Емил Павлов Димитров – централен халф
- Васил Петров – Майстор на спорта
- Борислав Григоров
- Петър Златков – Каруцата
- Ромео Геков
- Валентин Маринов – Палаврата
- Солидар Кисьов
- Алиман Алиманов – вратар
- Георги Стефанов – Изаурата
- Нени Янев – вратар
- Иван Ангелов Иванов – защитник, халф
- Милен Тонев – нападател
- Павлин Йорданов – Пакито
- Владислав Симеонов